# Moriz Carrière

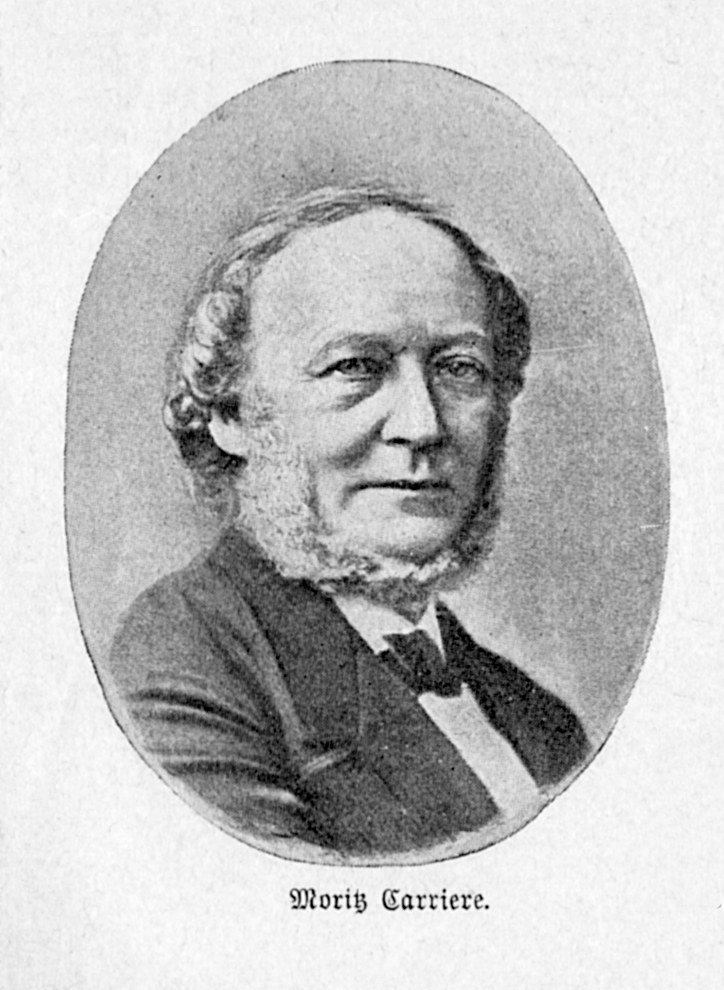
Moriz Carrière 1896.

Moriz Philipp Carrière, född 5 mars 1817, död 19 januari 1895, var en tysk estetiker och filosof.
Carrière var professor i München, och utgick från Johann Gottlieb Fichte och Friedrich Hegel utan att i sina kunskapsridka men något vidlyftiga arbeten förankra sig vid ett bestämt system. Carrières främsta verk är Die Kunst im Zusammenhange der Kulturentwicklung und die Idee der Menschheit (5 band, 1863-1885).